# اثر ونتوری

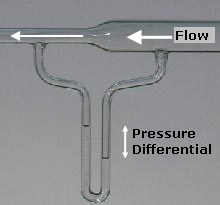
جریان هوا از طریق یک لوله پیتوت ونتوری متر، نشان می‌دهد که ستون‌های متصل در یک مانومتر، تاحدی پر از آب هستند. «متر» به عنوان یک فشار دیفرانسیل برحسب سانتی‌متر یا اینچ آب خوانده می‌شود.

اثر ونتوری اثر کاهش فشار در سیالی است که از یک لوله باریک عبور می‌کند.
اثر ونتوری به نام جیووانی باتیستا ونتوری دانشمند ایتالیایی نامگذاری شده‌است.

## زمینه
وقتی قطر لوله کوچک می‌شود با توجه به معادله پیوستگی، سرعت زیاد می‌شود. و فشار با توجه به بقای انرژی کم می‌شود.
انرژی جنبشی با افت فشار یا گرادیان فشار بالانس می‌شود. برای محاسبه افت فشار در لوله ونتوری می‌توان از ترکیب معادله پیوستگی و معادله برنولی معادله‌ای به دست آورد.
محدودیت اثر ونتوری وقتی است که لوله ونتوری آنقدر باریک شود که سیال به حالت چوک یا خفگی برسد. در این حالت سرعت سیال به سرعت صوت می‌رسد. وقتی سیال به خفگی می‌رسد دبی جرمی سیال با کاهش بیشتر فشار افزایش پیدا می‌کند.
هرچند در سیال تراکم پذیر سیال فشرده شده و چگالی آن زیاد می‌شود (سرعت زیاد می‌شود)
با توجه به معادله برنولی در شرایط سیال غیرقابل تراکم، معادله افت فشار موضعی p1 − p2 در قسمت باریک شده لوله به صورت زیر به دست می‌آید:
{\displaystyle {\tfrac {\rho }{2}}(v_{2}^{2}-v_{1}^{2})}

## لوازم آزمایشگاهی
- لوله ونتوری: یکی از ساده‌ترین ابزارهای آزمایش اثر ونتوری یک ساختار لوله‌ای به نام لوله ونتوری یا ونتوری است. سیال در طول لوله که قطر آن متغیر است جریان دارد.

برای جلوگیری از کشش معکوس، شیپوره ورودی ونتوری زاویه ۳۰ درجه‌ای و شیپوره خروجی زاویه ۵ درجه‌ای دارد.
برای درنظر گرفتن جریان لزج، یک ضریب جریان تعریف می‌شود که معمولاً مقدار آن ۰٫۹۸ است.
- صفحه اریفیس: صفحه اریفیس کاری شبیه به لوله ونتوری انجام می‌دهد. و بسیار ارزان‌تر از لوله ونتوری ساخته خواهد شد اما اتلاف انرژی بسیار بیشتر از ونتوری دارد.

## محاسبات
ونتوری در آزمایشگاه برای محاسبه جریان سیال استفاده می‌شود.
جریان سیال
لوله ونتوری برای اندازه‌گیری دبی حجمی‌{\displaystyle Q} به کار می‌رود. از آنجا که:
{\displaystyle {\begin{cases}Q=v_{1}A_{1}=v_{2}A_{2}\\p_{1}-p_{2}={\frac {\rho }{2}}(v_{2}^{2}-v_{1}^{2})\end{cases}}}
درنتیجه
{\displaystyle Q=A_{1}{\sqrt {\frac {2\left(p_{1}-p_{2}\right)}{\rho \left(\left({\frac {A_{1}}{A_{2}}}\right)^{2}-1\right)}}}=A_{2}{\sqrt {\frac {2\left(p_{1}-p_{2}\right)}{\rho \left(1-\left({\frac {A_{2}}{A_{1}}}\right)^{2}\right)}}}}
ونتوری برای مخلوط کردن مایع و گاز نیز استفاده می‌شود.
فشار دیفرانسیلی
وقتی سیال در لوله ونتوری جریان می‌یابد، انبساط و انقباض سیال در طول لوله باعث تغییر فشار می‌گردد. محاسبه دیفرانسیلی فشار می‌تواند در مواردی مانند موتور راکت و جت راحت‌تر باشد.